# Nepenthes mirabilis
Nepenthes mirabilis (Lour.) Druce, 1917 è una pianta carnivora della famiglia Nepenthaceae.

## Distribuzione e habitat
È la specie più diffusa nel genere Nepenthes, cresce in tutto il Sud-est asiatico, estendendosi con colonie sporadiche fino alla Cina e all'Australia. Preferisce basse altitudini, di poco sopra il livello del mare, ma occasionalmente è stata osservata fino a 1400 m.

## Conservazione
La Lista rossa IUCN classifica Nepenthes mirabilis come specie a rischio minimo (Least Concern).